# Rialto del Valdaj
Il Rialto del Valdaj (in russo Валда́йская возвы́шенность, Valdájskaja vozvýšennost; in lettone Valdaja augstiene) è una zona di basse colline moreniche, punteggiate di piccoli laghi, che si estende nell'estremo nord-ovest della Russia europea, nel territorio delle oblast' di Novgorod, Pskov, Tver e Smolensk. 

## Storia e geografia
Il Rialto del Valdaj trae origine dagli episodi glaciali che hanno interessato il territorio russo nel corso del Quaternario; sono infatti essenzialmente delle morene terminali, costituite dai detriti "raschiati" e accumulati dai grandi ghiacciai. 
Costituiscono un'estensione settentrionale del Rialto centrale russo e culminano a 343 m di quota, nei pressi della cittadina di Vyšnij Voločëk. Nonostante la sua scarsa elevazione, funge da spartiacque per bacini molto estesi: in particolare, qui hanno le sorgenti il Volga (tributario del mar Caspio), il Dnepr (che va al Mar Nero) e la Daugava, che sfocia nel Mar Baltico.